# Garwoodia
Garwoodia, manji rod zelenih algi u porodici Codiaceae, dio reda Bryopsidales. Postoje dvije priznate fosilne vrste
Rod je opisan 1941.

## Vrste
1. Garwoodia bardosi O.Dragastan
2. Garwoodia fluegelii O.Dragastan